# Hans Kleppen
Hans Kleppen   (Bø, 16 de març de 1907 - Bø, 12 d'abril de 2009) va ser un saltador amb esquís noruec que va competir durant les dècades de 1920 i 1930.
El 1928 va prendre part en els Jocs Olímpics de Sankt Moritz, on fou trenta-sisè en la prova del salt amb esquís. Durant diversos anys fou l'esportista olímpic noruec viu més vell.
En el seu palmarès destaca una medalla de bronze al Campionat del Món d'esquí nòrdic de 1929.